# بلاغ للرأي العام (فلم)
بلاغ للرأي العام فيلم دراما مصري للمخرج أحمد السبعاوي عام 1990. الفيلم من بطولة عزت العلايلي وبوسي، تدور الأحداث حول سامي العامل في إحدى شركات التأمين الذي يسعى لإعادة أموال مودعي شركة توظيف أموال نصب عليهم صاحبها، فيقرر عمل عملية جراحية لأحباله الصوتية لتتطابق مع صوت صاحب الشركة، لإحضار المال المهرب في أحد البنوك بالخارج.
صدر الفيلم إلى دور العرض المصرية في 26 يونيو 1990.
منح موقع قاعدة بيانات الأفلام العربية «السينما.كوم» الفيلم درجة 4.8/ 10.

## طاقم التمثيل
عزت العلايلي: في دور سامي
بوسي: في دور عايدة (مساعدة جلال وزميلة قديمة لسامي)
مصطفى متولي: في دور جلال وهدان (صاحب شركة وهدانكو)
هالة فاخر: في دور راوية (زوجة سامي)
عماد محرم: في دور المعلم بطاطا
عبد السلام محمد: في دور عيد جابر (الممرض)
علي عزب: في دور رشاد (موظف السجل المدني)
ضياء الميرغني: في دور ماهر (فراش السجل المدني)
عثمان عبد المنعم: في دور عوضين (عامل دفن الموتى)
عبد الغني ناصر: في دور الأستاذ عثمان
عزت عبد الجواد: في دور فتحي المحراتي (المقاول)
وسيلة حسين: في دور والدة راوية
منال عبد اللطيف: في دور سحر
يوسف فوزي: في دور عزت
بالاشتراك مع: مصطفى كمال – سيد مصطفى – حسني صقر – محمد حسين – عزت المشد – سهام زكي – يوسف العسال – توفيق الكردي – عمر عز الدين – محمد عبد الوهاب – يوسف حسين – حسين الشريف – مصطفى الشامي – عبد المنعم النمر – جمعة السيد علي.

## أحداث الفيلم
يعمل سامى عوض (عزت العلايلى) موظف في شركة تأمين ومتزوج من راوية (هالة فاخر) وله ثلاثة أبناء سحر (منال عبد اللطيف) وحسين (محمد حسين) وحسن (أحمد حسين). تعيش أسرة سامي بيت صغير وأصبح لا يناسبهم، يجمع سامي مدخراته ومصاغ زوجته، وأيضا يبيع سيارته، ويقوم بدفع المبلغ للمقاول فتحى المحراتى (عزت عبد الجواد) الذي ظهر أنه محتال ويسارع بمغادرة البلاد بعد اكتشاف الشرطة ان الأرض التي يقيم عليها المشروع ملكاً للحكومة.
يكتشف سامى ان زميله في العمل عزت أبو الفدا (مصطفى الشامى) قد صرف ثمان بوالص تأمين مات أصحابهم في شهر واحد، وأن الطبيب الذي كشف عليهم هو خليل رفاعي (عزت المشد) وبالبحث في السجل المدنى عن عناوين المتوفين، اكتشف عصابة كبيرة للاستيلاء على أموال الشركة، وهم رشاد (على عزب) موظف السجل، وماهر (ضياء الميرغنى) فراش السجل وعوضين (عثمان عبد المنعم) عامل دفن الموتى، والدكتور خليل وعزت أبو الفدا. يقوم عامل الدفن بإبلاغ الفراش بأسماء الموتى وهو بدوره يبلغها للموظف، فيستولى على بطاقته ويضع صورة المؤمن عليه مكانها، ويقوم الدكتور بالكشف عليه، ويحرر الموظف وثيقة التأمين، ثم يعلن عن وفاة المؤمن عليه، وهكذا يتم صرف قيمتها. كان رشاد يفعل شيئا أخطر من ذلك، إذ كان يستخرج بطاقات بأسماء الموتى لتجار المخدرات، وكل من جمع مال بطرق غير مشروعة، ليقوموا بإيداعها في شركة وهدانكو لتوظيف الأموال، فإذا ما قبض على أي منهم لا يجدون لهم أموالا بالبنوك بأسمائهم وعناوينهم الحقيقية. وكان جلال وهدان (مصطفى متولى) صاحب شركة وهدانكو، يجمع أموال المودعين ويستغل جزء منها في بعض الأعمال التجارية، وجزء آخر يهربها للخارج بإسمه في بعض البنوك التي لاتصرف الأموال إلا لصاحبها ببصمة الصوت، وكانت تعاونه الموظفة عايده (بوسى) بخبرتها القانونية، وهي أيضا زميلة سامى بالكلية، وكانت بينهم قصة حب لم تنتهى بالزواج بل تزوجت عايده من آخر وطلقت، وتزوج سامى من راوية.
يخبر سامى زميلته عايده بحقيقة جلال ويقرر الانتقام منه وإعادة أموال المودعين ويستغل طلب جلال من عايده السفر بمبلغ 300 ألف دولار، ويخطر الشرطة، ويصرف لهم 10٪ ويقرر السفر للخارج وعمل بصمة صوت لسامى تضاهى بصمة صوت جلال بعملية جراحية، ويقوم سامى بتحويل كل أموال جلال بإسمه هو، وعند عودته لمصر يطمع في أموال جلال، الذي طارده في كل مكان، فيدعى سامى انه مصاب بالإيدز ويتم احتجازه بأحد المستشفيات، وتوجيه بعض الاتهامات له، ولكنه يتفق مع الممرض عيد جابر (عبد السلام محمد) ان يدخل ثلاجة الموتى، مع أول ميت يدخلها، ثم يحضر عيد لتغسيل الجثة، ووضع سامى في النعش ليهرب، وبالفعل يدخل سامى الثلاجة، ويتأخر عيد في الحضور، وينظر لوجه الميت فيجده هو نفسه عيد جابر الذي مات.

## روابط خارجية
- بلاغ للرأي العام على موقع الدهليز
- بلاغ للرأي العام على موقع قاعدة بيانات الأفلام العربية